# キングスカップ国際ボクシングトーナメント
キングスカップ国際ボクシングトーナメント（タイ語: มวยสากลสมัครเล่นชิงถ้วยพระราชทานคิงส์คัพ、英語はKing's Cup International Boxing Tournament）は、1975年よりタイ王国で開かれているアマチュアボクシングの国際大会である。タイの国王から「キングスカップ（国王杯）」が下賜されている。

## 概要
1973年にシンガポールで開催された東南アジア競技大会後に大会が構想が作られ、協議の結果、ホスト国をタイとして開催されることが決まる。タイ協会の承認を経て、国王杯が下賜されたことにより、1975年から開催されることになった。
国際ボクシング協会（IBA）からも公認されている。
日本人選手では仁多見史隆が1996年に優勝を果たしており、内山高志、井岡一翔らもメダルを獲得している。